# 엘리자베스 워런
엘리자베스 앤 워런(영어: Elizabeth Ann Warren, 1949년 6월 22일~)은 미국의 학자이자 현재 민주당 소속의 매사추세츠주 상원의원을 역임하고 있는 정치인이다. 하버드 로스쿨에서 주로 파산법을 강의하였다. 저명한 법학자로서 상법에서 가장 많이 인용되는 학자들 중 한 명이기도 하다. 그는 강력한 소비자보호 운동 지지자로서 소비자재정보호부의 제안과 창설에 큰 영향을 끼쳤다. 또한 대중적으로 알려진 많은 논문과 저서를 썼으며, 미국 경제와 가계 재정과 관련해서 많은 인터뷰를 받기도 하였다.
1997년 미국 의회가 설치해 운영한 파산조사위원회의 고문을 지냈고, 1998년에는 내셔널 로 저널이 '미국의 가장 영향력 있는 여성 법률가 50인'으로 선정하였다.
2008년 금융 위기가 오자, 그는 이후 부실자산구제 프로그램이 되는 부실관리위원회 고문을 역임하였다. 이후 그는 오바마 행정부 밑에서 대통령 직속 고문과 가계 재정과 관련하여 재무부 특임 고문을 역임하였다. 2000년대 말에는 정치적으로 중요 인물로 부상하여 내셔널 로 저널이나 타임 100에 선정되기도 하였다.
2011년 9월에 워런은 공화당 소속의 스콧 브라운 현 매사추세츠주 상원의원에 대항하는 선거의 후보로 출마하였다. 그는 2012년 11월 6일에 선거에서 승리하였고, 매사추세츠주 최초의 여성 상원의원이 되었다. 그는 상원 노령화방지위원회와 상원 은행주거도시위원회, 상원 보건교육노동위원회에 소속되어있다.
그는 민주당 내 좌파 세력의 상징으로 여겨지고 있으며, 민주당내 주요 대선후보로 부상하였으나, 끝내 2016년 민주당 경선에 출마하지 않았다. 2016년 미국 대통령 선거 선거인단 투표에서 힐러리 클린턴에게 투표하기로 되어 있었던 선거인 중에 2명이 힐러리가 아닌 워런에게 투표하는 일도 있었다. 결국 워런은 4년 뒤 2020년 민주당 경선에 출마하였다.

## 저서
2004년 엘리자베스 워런은 딸 아멜리아 워런 티아기와 함께 《맞벌이의 함정: 왜 중산층 엄마와 아빠들은 파산하는가》라는 책을 저술했다. 미국은 맞벌이가 외벌이보다 50%나 더 버는데, 한국은 겨우 15% 더 번다고 조사되었다. 그런데도 미국의 맞벌이는 외벌이 보다 더 많이 파산을 한다면서, 그 원인은 무엇인지에 대해 쓴 책이다.
하버드 로스쿨 파산법 교수 시절 소비자 파산 프로젝트의 일환으로 파산한 2,220명을 인터뷰했다. 그 결과 이들의 대부분은 신용카드를 긁어댄 청년도, 기댈 데 없이 곤궁한 노인도 아니라는 사실을 발견했다. 최악의 재정난에 처한 이들은 놀랍게도 자녀가 있는 맞벌이 가정이었다. 연구 결과, 맞벌이 부부 중 한명이 결혼, 임신, 출산 등으로 실직하면 가계가 급속도로 위축돼 가계 파산 및 신용불량자로 전락하는 경우가 많은 것으로 나타났다.
맞벌이를 하면 외벌이 보다 소득이 2배 가까이 증가해, 그만큼 많은 소비를 여유있게 하게 된다. 그러다가 갑자기 한명이 실직을 하면, 바로 그 즉시 소비량이 줄어야 하는데도 불구하고, 한번 늘어난 씀씀이가 줄어들기는 매우 힘들고, 따라서 수많은 가정이 파산을 한다는 것이다.

## 역대 선거 결과
| 선거명      | 직책명                      | 대수  | 정당   | 득표율 | 득표수      | 결과 | 당락                       |
| ----------- | --------------------------- | ----- | ------ | ------ | ----------- | ---- | -------------------------- |
| 2012년 선거 | 상원의원 (매사추세츠 제1부) | 113대 | 민주당 | 53.74% | 1,696,346표 | 1위  | 매사추세츠주 상원의원 당선 |
| 2018년 선거 | 상원의원 (매사추세츠 제1부) | 116대 | 민주당 | 60.34% | 1,633,371표 | 1위  | 매사추세츠주 상원의원 당선 |
| 2024년 선거 | 상원의원 (매사추세츠 제1부) | 119대 | 민주당 | 59.82% | 2,041,693표 | 1위  | 매사추세츠주 상원의원 당선 |